# François Duneau
Pour les articles homonymes, voir Duneau (homonymie).
 (novembre 2022).
François Duneau, (Châtillon-sur-Marne, 1599 - Rome, 26 juillet 1684) est un jésuite français du XVIIe siècle, prédicateur et agent de renseignement du Cardinal Mazarin.

## Biographie
François Duneau entre chez les Jésuites en 1616. Après sa formation il enseigne la philosophie, la théologie et les mathématiques dans différents collèges de la Compagnie. Il est recteur du collège d'Auxerre au moment où il est envoyé à Rome comme agent du cardinal Mazarin. A ce titre il expédiera des centaines de dépêches pour renseigner le cardinal sur ce qui se passe à Rome. A Rome il est employé comme réviseur des livres pour le Général de la Compagnie. 

## Ses recueils
Duneau laisse de son vivant plus de 4 000 pages de prêches, de disputes, de leçons théologiques regroupés en recueils, dont les principaux sont :
- Sermons du très saint Sacrement de l'Autel distribué en quatre octaves, 1672 ;
- Sermons pour l'Avent des trois venues de Jésus-Christ, comme Juge, Sauveur, Sanctificateur, 1677 ;
- Sermons de Notre-Dame, de l'Octave de tous les saints, de S. Jean-Baptiste de des fidèles trépassés, 1679 ;
- Sermons sur les Évangiles des dimanches de l'année, 1681 ;
- Sermons sur les Évangiles du Carême, 1681 .